# Otto von Bolschwing
Otto Albrecht Alfred von Bolschwing (* 15. Oktober 1909 in Schönbruch, Landkreis Bartenstein, Ostpreußen; † 7. März 1982 in Sacramento, Kalifornien, USA) war ein deutscher SS-Hauptsturmführer im Sicherheitsdienst des Reichsführers SS (SD) und nach dem Zweiten Weltkrieg Geheimagent des US-Nachrichtendienstes Central Intelligence Agency (CIA) in Europa.

## Leben
Bolschwing entstammte einem Zweig des Adelsgeschlechts von Bodelschwingh und war von Beruf Kaufmann. Zum 1. April 1932 trat er der NSDAP bei (Mitgliedsnummer 984.212) und war während der Zeit des Nationalsozialismus zunächst als V-Mann des SD in Palästina bis zu seiner Ausweisung 1936 eingesetzt. Danach war er mindestens von 1937 bis 1939 in der Abteilung II 112 („Juden“) des SD-Hauptamtes eingesetzt. Als Adjutant Adolf Eichmanns arbeitete er an Programmen zur „Endlösung der Judenfrage“ mit. 1937 stellte er in einer Denkschrift zur Auswanderung fest: „Das wirksamste Mittel, um den Juden das Sicherheitsgefühl zu nehmen, ist der Volkszorn, der sich in Ausschreitungen ergeht. Obwohl diese Methode illegal ist, hat sie, wie der ,Kurfürstendamm-Krawall‘ zeigte, langanhaltend gewirkt.“ 1940/41 war Bolschwing Vertreter des SD in Bukarest (Rumänien), wo er am antijüdischen Pogrom in Bukarest (21.–23. Januar 1941) beteiligt war und die Eiserne Garde gegen den Willen der NS-Führung unterstützte. Am 30. Januar 1941 wurde er zum SS-Hauptsturmführer befördert, kam aber 1942/43 für knapp ein Jahr in Gestapo-Haft, vermutlich, weil er in Rumänien zu eigensinnig gehandelt hatte. Anschließend beteiligte er sich unter persönlicher Bereicherung an der Arisierung einer Hamburger Chemiefirma.
Noch vor Kriegsende wurde Bolschwing 1945 von der amerikanischen Geheimdienstorganisation Counter Intelligence Corps (CIC), der Gegenspionageabteilung des Armee-Geheimdienstes, angeworben, die später in die neugegründete CIA überging.  Im Jahr 1949 wurde Bolschwing in die Dienste des unter CIA-Obhut gegründeten deutschen Geheimdienstes Organisation Gehlen übergeben. Er mobilisierte alte Kontakte in Italien, um die Geschehnisse im Griechischen Bürgerkrieg (1946–1949) besser kontrollieren zu können, und warnte die CIA und die Organisation Gehlen vor möglicher Unterwanderung durch kommunistische Agenten. 1954 war er Reinhard Gehlens Vertreter in den USA und erhielt 1959 die amerikanische Staatsbürgerschaft.
Bolschwing wurde hochrangiger Mitarbeiter im internationalen Marketing des Pharmaunternehmens Warner-Lambert und Berater der kalifornischen Hightechfirma Trans-International Computer Investment Corporation in Sacramento, die jedoch 1971 bankrottging.
Erst 1979 leiteten US-Behörden Untersuchungen über seine Vergangenheit ein (Aktenzeichen: US District Court, Eastern District of California; Civil Action No. 81-308 MLS), wodurch sein Werdegang öffentlich bekannt wurde. Ende 1981 verzichtete er deshalb auf die US-Staatsbürgerschaft. Zunächst verzögert wegen schlechten Gesundheitszustands, wurde das Verfahren nach seinem Tod eingestellt.